# Tatiana Vassilieva
Pour les articles homonymes, voir Vassilieva.
Tatiana Vassilieva (Novossibirsk, 17 août 1977) est une violoncelliste russe.

## Biographie
Tatiana Vassilieva commence le violoncelle dès ses six ans. De 1989 à 1995, elle étudie à l'École de centrale de musique sous la direction de Maria Jouravliova, avant d'intégrer l'École spéciale de musique, qui sont toutes les deux à Moscou.
Elle donne des spectacles à travers l'Europe et dans son pays natal, la Russie. Elle fait sa première apparition en 1992, lors du concours Tchaïkovski des jeunes de Moscou et deux ans plus tard, elle participe au Concours international de musique de l'ARD à Munich, où elle remporte un prix. En 1999, elle participe au Concours international de violoncelle Adam, en Nouvelle-Zélande et l'année suivante au concours international de violoncelle Pablo-Casals à Kronberg im Taunus. En 2001, à Osaka, elle reçoit le grand prix et le prix du public au concours Izuminomori et la même année, elle est la première russe à recevoir le Grand prix de la ville de Paris. En 2005, elle remporte le prix des Victoires de la musique classique, et en 2004, le prix dénommé Révélation étrangère.
Tout au long de ces années, elle joue avec des orchestres tels que l'Orchestre philharmonique de Russie, l'Orchestre du Théâtre Mariinsky de Biélorussie, l'Orchestre symphonique de Londres et l'Orchestre symphonique de la radio de Vienne, et divers orchestres philharmoniques, notamment celui de Saint-Pétersbourg, de Lituanie et les deux de Tokyo et le New Japan Philharmonic. Elle a également joué sous la direction de notables chefs russes, tels Valery Gergiev, Vassily Sinaïsky, Vladimir Spivakov, Youri Bachmet, Youri Temirkanov, Mstislav Rostropovitch, Dmitri Kitayenko et avec le chef d'orchestre américain, David Zinman, notamment.
En 2005, avec Paul Badura-Skoda, elle donne diverses œuvres pour violoncelle et piano et l'année suivante joué le Triple Concerto de Ludwig van Beethoven au Venezuela avec le chef italien Claudio Abbado. Au cours de la même année, elle donne des concerts aux Pays-Bas, en Allemagne et en Espagne et a joué Dmitri Chostakovitch à la Salle Pleyel et certaines compositions de Rostropovitch avec l'Orchestre de Paris et de la Philharmonie Luxembourg. En 2007, elle joue avec l'orchestre philharmonique de Berlin et en 2008, elle joue le concerto grosso avec Krzysztof Penderecki avec qui elle a donné de nombreux concerts dans le passé. En Espagne, elle a collaboré avec lui à nouveau en 2009.
Au cours de la même année, sous la direction de Youri Temirkanov, elle s'est produite en concerts à Tokyo et à Saint-Pétersbourg, avec l'orchestre philharmonique. Pendant le Festival d'Édimbourg, elle joue la sinfonia concertante de Serge Prokofiev avec le LSO et sous la direction de Valeri Guerguiev. Elle est également invitée au concert en mémoire de Mstislav Rostropovitch avec l'orchestre symphonique du Théâtre Mariinsky. Elle termine l'année avec des concerts avec Henri Dutilleux qu'elle donne avec l'Orchestre philharmonique d'Osaka et à Vienne avec l'Orchestre symphonique de la radio, qui à l'époque est dirigé par Bertrand de Billy.
En 2009, Vassilieva se produit au Festival du Printemps de Prague avec Jiri Kout et la même année, participe avec Saburo Teshigawara au Cadogan Hall de Londres et avec Yoel Levi à La Grange de Meslay. De 2010 à 2011, elle joue avec l'Orchestre national de France au Théâtre des Champs-Élysées, sous la direction de Daniele Gatti. Plus tard, elle joue sous la direction d'Hugh Wolf et l'Orchestre philharmonique du nouveau Japon à Tokyo, puis avec les deux orchestres philharmoniques de Munich et Gasteig, dirigés par Tugan Sokhiev. Elle s'est également produite au Victoria Hall de Genève et joué dans la grande salle du Conservatoire de Moscou et au Musikverein à Vienne. Elle effectue une tournée avec l'Orchestre symphonique Tchaïkovski et Vladimir Fedosseïev qui s'est produit à la Tonhalle de Zürich.
Tatiana participe à divers festivals de musique de chambre, notamment à Lockenhaus et au Festival de Verbier, entre autres. Elle a enregistré de nombreux albums avec le label Naxos où figurent des œuvres d'Igor Stravinsky, Benjamin Britten, Henri Dutilleux et Claude Debussy. Chez Mirare, elle a gravé les sonates de Frédéric Chopin et de Charles-Valentin Alkan, pour lequel elle obtient une recommandation du magazine Classica. Elle a enregistré également le Concerto pour violoncelle n° 2 de Krzysztof Penderecki, chez Naxos, sous la direction du chef d'orchestre polonais Antoni Wit avec son Orchestre philharmonique de Varsovie
Tatiana Vassilieva joue sur un violoncelle de Stradivarius, le « Vaslin » de 1725, prêté par LVMH.

## Discographie
- 2000 — Récital de violoncelle — Naxos
- 2002 — Jeux dramatiques— Accord-Universal
- 2004 — Schubert-Franck-Stravinsky — Accord-Universal
- 2005 — Violoncelle solo — Accord-Universal
- 2009 — Bach : les six suites pour violoncelle — Mirare
- 2010 — Chopin et Alkan — Mirare
- 2011 — Penderecki : Concerto pour violoncelle et orchestre n° 2 — Naxos
- 2012 — Tatjana Vassiljeva dans le Quintette à cordes de la Philharmonie de Berlin — Pentatone Classics
- 2013 — Haydn, Concertos — Mirare